# Aristotile Fioravanti
Aristotile di Fioravanti di Ridolfo, född omkring 1415 i Bologna, död omkring 1485 i Moskva, var en italiensk arkitekt och skulptör.
Fioravanti förde länge ett kringflackande och delvis äventyrligt liv i Italien, sysselsatt med smärre arkitektoniska och fortifikatoriska uppdrag, tills han 1475 av storfursten Ivan III kallades till Moskva, där han verkade som kyrkoarkitekt, fortifikationsingenjör, brobyggare, kanongjutare och till och med myntmästare.